# 마르틴 포세
마르틴 안드레스 포세 파스(스페인어: Martín Andrés Posse Paz, 1975년 8월 2일, 부에노스 아이레스 주 산 후스토 ~)는 아르헨티나의 전 축구 선수이자 감독이다. 그는 주로 공격수로 활약했다.

## 클럽 경력
부에노스 아이레스 주 산 후스토 출신인 포세는 벨레스 사르스피엘드에서 프로 무대 신고식을 치렀고, 1990년대 중흥기의 한 축을 맡아 통산 100경기 넘게 출전했다. 그는 소속 구단의 아르헨티나 프리메라 디비시온 3회 우승과 1994년 코파 리베르타도레스를 포함한 국제 대회 4회 우승에 기여했다.
포세는 1999년에 스페인의 에스파뇰로 이적해 2000년대 초중반 라 리가 무대에서 주축 선수로 도약했지만, 붙박이 주전까지는 되지 못했다. 세군다 디비시온의 테네리페에서 1년을 성공적으로 소화한 후, 그는 카탈루냐 연고 구단에 복귀했지만, 2년 동안 단 11경기에 출전하는데 그쳤다.

## 국가대표팀 경력
1997년, 포세는 아르헨티나 국가대표팀에 차출되어 그 해 코파 아메리카에 참가해 3경기에 출전했다.

## 감독 경력
포세는 2007년 말에 바르셀로나 도에 연고를 둔 스페인 하부 리그의 피게레스와 카스텔데펠스를 거쳐 32세의 나이로 축구화를 벗었다. 감독으로서, 그는 에스파뇰 유소년부의 여러 직위를 맡았고, 3부 리그의 로스피탈레트 지휘봉을 잡으며 처음으로 1군을 지도했다. 그는 10월 13일에 자신의 지위를 내려놓았다.
2014년 6월 29일, 포세는 짐나스틱의 위성 구단인 포블라 마푸메트의 감독이 되었다.
2018년 7월, 포세는 담의 유소년부 감독이 되었다. 그는 이 지위를 2019년 2월 7일까지 맡았고, 뒤이어 산타 페에서 파트리시오 캄프스 감독을 보좌하는 수석 코치로 부임했다.

## 수상
벨레스 사르스피엘드
- 코파 리베르타도레스: 1994
- 인터콘티넨털컵: 1994
- 아르헨티나 프리메라 디비시온
  - 아페르투라: 1995
  - 클라우수라: 1996, 1998
- 코파 인테라메리카나: 1995
- 수페르코파 수다메리카나: 1996
- 레코파 수다메리카나: 1997

에스파뇰
- 코파 델 레이: 1999–2000, 2005–06